# Yerri
Yerri là một đô thị trong tỉnh và cộng đồng tự trị Navarre, Tây Ban Nha. Đô thị này có dân số là 1.543 người, diện tích 93,45 km2. Yerri nằm trong khu vực sử dụng cả tiếng Tây Ban Nha lẫn tiếng Basque. Đô thị Yerri cách tỉnh lỵ 38 km, nằm ở độ cao 529 trên mực nước biển.
Đô thị Yerri, cũng gọi là thung lũng Yerri, là một phần của khu vực Tierra Estella, một khu vực gồm các đô thị: Alloz, Arandigoyen, Arizala, Arizaleta, Azcona, Bearin, Eraul, Grocin, Ibiricu d'Yerri, Iruñela, Lácar, Lorca (Navarra), Murillo de Yerri, Murugarren, Riezu, Úgar, Villanueva d'Yerri, Zábal và Zurucuáin.

## Biến động dân số
| Biến động dân số theo thời gian                              | Biến động dân số theo thời gian | Biến động dân số theo thời gian | Biến động dân số theo thời gian | Biến động dân số theo thời gian | Biến động dân số theo thời gian | Biến động dân số theo thời gian | Biến động dân số theo thời gian | Biến động dân số theo thời gian | Biến động dân số theo thời gian | Biến động dân số theo thời gian |
| 1996                                                         | 1998                            | 1999                            | 2000                            | 2001                            | 2002                            | 2003                            | 2004                            | 2005                            | 2006                            | 2007                            |
| ------------------------------------------------------------ | ------------------------------- | ------------------------------- | ------------------------------- | ------------------------------- | ------------------------------- | ------------------------------- | ------------------------------- | ------------------------------- | ------------------------------- | ------------------------------- |
| 1 528                                                        | 1 486                           | 1 229                           | 1 436                           | 1 403                           | 1 549                           | 1 562                           | 1 516                           | 1 557                           | 1 561                           | 1 560                           |
| Nguồn: Valle de Yerri et instituto de estadística de navarra |                                 |                                 |                                 |                                 |                                 |                                 |                                 |                                 |                                 |                                 |